# Marli Auras
Marli Auras é uma professora aposentada da Universidade Federal de Santa Catarina (UFSC).
Possui graduação e licenciatura em Geografia também pela UFSC, tendo trabalhado em assuntos como História da Educação e escrito outros textos relacionados.
Foi autora do livro Guerra do Contestado: A Organização da Irmandade Cabocla (1984), que se tornou uma referência, criticando a historiografia tradicional que apresentava os revoltosos como fanáticos e bandidos e narrava o conflito sob a óptica dos vencedores, colocando-o em vez como resultado de um movimento popular que rejeitava a ordem capitalista e procurava uma auto-organização. Resenhando o trabalho, Sandra Brancato disse que "a obra de Marli Auras chama particular atenção não só por tratar do importante episódio da Guerra do Contestado, tema ainda pouco estudado, mas também pela interessante abordagem que dá ao mesmo. Enquanto a historiografia tradicional considera que a Guerra do Contestado (1912- 1916) não passou de uma agitação promovida por um grupo de fanáticos, a autora, fazendo uma análise mais ampla do conflito, prova que este foi o resultado de uma profunda alteração de ordem política, econômica e social ocorrida no planalto catarinense". Segundo Eloi Muchalovski, trata-se de "um dos mais importantes textos do tema. Fruto de sua dissertação de mestrado na área da filosofia da educação, o livro deu novo impulso na pesquisa acadêmica sobre o movimento. Vários pesquisadores acabaram sendo influenciados pelo trabalho de Auras, colocando o tema novamente em voga".
Também escreveu Poder Oligárquico Catarinense: da guerra aos "fanáticos" do Contestado à opção pelos pequenos (1991), considerado por Ido Michels e por Vilmar Comassetto como uma das contribuições mais importantes para a compreensão da realidade social, econômica e politica catarinense. Segundo Marcos de Moraes, Auras é uma das principais investigadoras no tema das oligarquias estaduais, contribuindo para abrir novos horizontes na historiografia.
Junto com Jean-Marie Farines e Laura Tuyama, foi autora de Memórias reveladas da UFSC durante a ditadura civil-militar (2021), uma consolidação do material recolhido pela Comissão Memória e Verdade da UFSC, relatando episódios de violação de direitos humanos na universidade durante a ditadura militar. Esta obra e Guerra do Contestado foram as mais vendidas durante o Projeto Livro na Praça organizado pela UFSC em 2022.